# Carhuamayo (distrito)
Carhuamayo é um distrito da província de Junín, localizado do Departamento de Junín, Peru.

## Transporte
O distrito de Carhuamayo é servido pela seguinte rodovia:
- PE-3N, que liga o distrito de La Oroya (Região de Junín) à Puerto Vado Grande (Fronteira Equador-Peru) no distrito de Ayabaca (Região de Piura)
- JU-106, que liga o distrito de San Ramon à cidade [2][3][4]